# Hieracium cymbifolium
Hieracium cymbifolium es una especie de planta con flor del género Hieracium, de la familia Asteraceae, orden Asterales.

## Distribución
Hieracium cymbifolium se distribuye por Escocia.

## Taxonomía
Fue descrita científicamente por Purchas. Fue publicada en J. Bot.